# 방데르몽드 행렬
선형대수학에서 방데르몽드 행렬(-行列, 영어: Vandermonde matrix)은 각 행이 초항이 1인 등비수열로 구성된 행렬이다. 프랑스의 수학자 알렉상드르테오필 방데르몽드의 이름에서 따왔다. 다항식 보간법, 최소 자승 근사법 등에서 나타난다. 
방데르몽드 행렬은 다음과 같은 형태를 가진다.
{\displaystyle V={\begin{bmatrix}1&\alpha _{1}&\alpha _{1}^{2}&\dots &\alpha _{1}^{n-1}\\1&\alpha _{2}&\alpha _{2}^{2}&\dots &\alpha _{2}^{n-1}\\1&\alpha _{3}&\alpha _{3}^{2}&\dots &\alpha _{3}^{n-1}\\\vdots &\vdots &\vdots &&\vdots \\1&\alpha _{m}&\alpha _{m}^{2}&\dots &\alpha _{m}^{n-1}\\\end{bmatrix}}}
간단히 표현하면 모든 {\displaystyle i}와 {\displaystyle j}에 대하여 다음과 같이 쓸 수 있다.
{\displaystyle V_{i,j}=\alpha _{i}^{j-1}}
일부에서는 이 행렬의 전치행렬을 방데르몽드 행렬이라고 부르기도 한다.
{\displaystyle n\times n} 방데르몽드 행렬의 행렬식은 다음과 같이 간단히 정리할 수 있다.
{\displaystyle \det(V)=\prod _{1\leq i<j\leq n}(\alpha _{j}-\alpha _{i}).}
이 행렬식을 방데르몽드 행렬식 또는 방데르몽드 다항식(영어: Vandermonde determinant, Vandermonde polynomial)이라고 한다.
{\displaystyle \alpha _{i}}가 모두 단위근으로 나타나는 방데르몽드 행렬은 이산 푸리에 변환에서 다항식 보간을 빠르게 수행할 때 사용한다.

## 같이 보기
- 라그랑주 다항식
- 론스키 행렬식